# Gustav-Adolf Schur
Gustav-Adolf Schur, detto Täve (Heyrothsberge, 23 febbraio 1931), è un ex ciclista su strada tedesco.

## Palmarès

### Olimpiadi
- 2 medaglie[1]:
  - 1 argento (Roma 1960 nella cronometro a squadre)
  - 1 bronzo (Melbourne 1956 nella corsa in linea a squadre)

### Mondiali
- 3 medaglie:
  - 2 ori (Reims 1958 nella corsa in linea dilettanti; Zandvoort 1959 nella corsa in linea dilettanti)
  - 1 argento (Sachsenring 1960 nella corsa in linea dilettanti)

### Strada
- 1955 (tre vittorie)

7ª tappa Course de la Paix (Karl-Marx-Stadt > Lipsk)
12ª tappa Course de la Paix (Katovice > Łódź)
Classifica generale Course de la Paix
- 1956 (tre vittorie)

2ª tappa Course de la Paix (Varsavia > Łódź)
5ª tappa Course de la Paix (Breslavia > Görlitz)
11ª tappa Course de la Paix (Tábor > Brno)
- 1958 (due vittorie)

4ª tappa Course de la Paix (Katovice > Breslavia)
8ª tappa Course de la Paix (Lipsia > Halle)
- 1959 (una vittoria)

Classifica generale Course de la Paix
- 1960 (due vittorie)

1ª tappa Course de la Paix (Praga > Brno)
12ª tappa Course de la Paix (Halle > Magdeburgo)